# Sebastian Lletget
Sebastian Francisco Lletget (San Francisco, California, 3 de septiembre de 1992) es un futbolista estadounidense que juega de centrocampista en Football Club Dallas de la Major League Soccer de Estados Unidos.

## Biografía
Lletget nació en San Francisco, California, Estados Unidos, de padres argentinosy de ascendencia catalana. Creció en el norte de California en donde jugó para Sporting Santa Clara de Silicon Valley antes de ingresar al programa de residencia sub-17 de la selección estadounidense.

## Trayectoria

### West Ham United
Fue descubierto por scouts de la academia internacional del West Ham United mientras jugaba para Santa Clara y se mudó a Inglaterra en 2009. Lletget firmó su primer contrato profesional con West Ham en septiembre de 2010. Jugó en varios partidos de la pretemporada y llegó a estar en la banca para cuatro partidos de la Premier League en la temporada 2012-13. Su progreso se detuvo momentáneamente cuando contrajo mononucleosis. Pese a esto extendió su contrato en 2013. Hizo su debut oficial el 5 de enero de 2014 con el primer equipo en la derrota 0-5 ante el Nottingham Forest en The City Ground por la FA Cup.

### LA Galaxy
Lletget regresó a los Estados Unidos fichando por LA Galaxy el 8 de mayo de 2015. Hizo su debut con el club el 17 de mayo de ese mismo año en la derrota 4-0 frente al Orlando City SC, reemplazando a Mika Väyrynen el minuto 69.
Estuvo lesionado la mayor parte de la temporada 2017.

## Selección nacional
Lletget ha sido miembro de las selecciones sub-17, sub-20 y sub-23 de los Estados Unidos. Ha sido internacional con la selección de Estados Unidos en 13 ocasiones anotando 2 goles.

## Estadísticas
| Club                | Temporada           | Liga  | Liga  | Copa nacional | Copa nacional | Copa internacional | Copa internacional | Total | Total | Prom. · |
| Club                | Temporada           | Part. | Goles | Part.         | Goles         | Part.              | Goles              | Part. | Goles | Prom. · |
| ------------------- | ------------------- | ----- | ----- | ------------- | ------------- | ------------------ | ------------------ | ----- | ----- | ------- |
| West Ham United     | 2013/14             | 0     | 0     | 1             | 0             | -                  | -                  | 1     | 0     | 0,0     |
| West Ham United     | 2014/15             | 0     | 0     | 0             | 0             | -                  | -                  | 0     | 0     | 0,0     |
| West Ham United     | Total               | 0     | 0     | 1             | 0             | 0                  | 0                  | 1     | 0     | 0,0     |
| LA Galaxy           | 2015                | 21    | 8     | 3             | 1             | 2                  | 0                  | 26    | 9     | 0,34    |
| LA Galaxy           | 2016                | 15    | 0     | 2             | 2             | 2                  | 0                  | 19    | 2     | 0,10    |
| LA Galaxy           | 2017                | 3     | 0     | 0             | 0             | -                  | -                  | 3     | 0     | 0,0     |
| LA Galaxy           | 2018                | 15    | 1     | 1             | 0             | -                  | -                  | 16    | 1     | 0,06    |
| LA Galaxy           | Total               | 54    | 9     | 6             | 3             | 4                  | 0                  | 64    | 12    | 0,19    |
| Total en su carrera | Total en su carrera | 54    | 9     | 7             | 3             | 4                  | 0                  | 65    | 12    | 0,18    |

## Palmarés

### Títulos internacionales
| Título                          | Club (*)       | Sede           | Año  |
| ------------------------------- | -------------- | -------------- | ---- |
| Liga de Naciones de la Concacaf | Estados Unidos | Estados Unidos | 2021 |
| Copa de Oro de la Concacaf      | Estados Unidos | Estados Unidos | 2021 |

(*) Incluyendo la selección.

## Vida personal
En junio de 2016, se conoció que Lletget había comenzado una relación con la cantante estadounidense Becky G. En diciembre de 2022, anunciaron su compromiso.